# Sachirō Toshima
Sachirō Toshima (jap. 戸嶋 祥郎, Toshima Sachirō; * 26. September 1995 in der Präfektur Saitama) ist ein japanischer Fußballspieler. 

## Karriere
Sachirō Toshima erlernte das Fußballspielen in der Schulmannschaft der Municipal Urawa High School sowie in der Universitätsmannschaft der Universität Tsukuba. Seinen ersten Profivertrag unterschrieb er 2018 bei Albirex Niigata. Der Verein aus Niigata, einer Großstadt in der gleichnamigen Präfektur Niigata auf Honshū, der Hauptinsel von Japan, spielte in der zweithöchsten Liga des Landes, der J2 League. Für den Zweitligisten stand er bis Ende 2019 66-mal auf dem Spielfeld. 2020 wechselte er ablösefrei zum Erstligaaufsteiger Kashiwa Reysol nach Kashiwa.